# (14105) Nakadai
(14105) Nakadai ist ein Asteroid des Hauptgürtels, der am 6. Oktober 1997 von den japanischen Astronomen Kin Endate und Kazurō Watanabe am Kitami-Observatorium (IAU-Code 400) in Kitami, Unterpräfektur Okhotsk in Hokkaidō entdeckt wurde.
Der Asteroid gehört zur Eos-Familie, einer Gruppe von Asteroiden, welche typischerweise große Halbachsen von 2,95 bis 3,1 AE aufweisen, nach innen begrenzt von der Kirkwoodlücke der 7:3-Resonanz mit Jupiter, sowie Bahnneigungen zwischen 8° und 12°. Die Gruppe ist nach dem Asteroiden (221) Eos benannt. Es wird vermutet, dass die Familie vor mehr als einer Milliarde Jahren durch eine Kollision entstanden ist.
(14105) Nakadai wurde am 22. Juli 2013 nach dem japanischen Schauspieler Tatsuya Nakadai (* 1932) benannt, der durch seine Rollen in Filmen des Regisseurs Akira Kurosawa, zum Beispiel Kagemusha – Der Schatten des Kriegers (1980) und Ran (1985), bekannt wurde. Nach Kurosawa war 2011 des Asteroid (254749) Kurosawa benannt worden.